# Хумпан
Хумпан (Хумбан, Хупан, возможно, от hupa, «повелевать») — в эламской мифологии (с середины II тысячелетия до н. э.) верховное божество, бог неба, «повелитель неба». Соответствовал шумерскому верховному богу Ану и вавилонскому Мардуку. Супруга Хумпана — богиня Киририша, их сын — бог Хутран.

## Культ
Первоначально великой богиней в Эламе считалась мать богов Пиненкир. С начала II тысячелетия до н. э. она была вытеснена богиней-матерью Кириришей. К середине II тысячелетия до н. э. главенствующее положение в эламском пантеоне (в котором насчитывалось 37 богов) занял Хумпан. Киририша стала считаться его супругой. Он оставался верховным божеством эламитов даже после захвата Элама персами в VI веке до н. э. В его честь были названы несколько эламских царей с соответствующими теофорными именами (Темпти-Хумпан-Иншушинак, Хумбан-Халташ III, Хумбан-нумена I и др.).
Ахемениды также лояльно относились к верховному божеству покоренных ими эламитов. Из документов персепольского архива конца VI — начала V века до н. э. можно узнать, что в Персеполе и других городах Персии и Элама с царских складов отпускались продукты (вино, овцы, зерно и др.) для отправления культа не только Ахурамазды и других иранских богов, но также эламских богов Хумпана и Симута. При этом для культа Хумпана отпускалось в три раза больше вина, чем было предназначено для почитания Ахурамазды.